# Xã Pee Pee, Quận Pike, Ohio
Xã Pee Pee (tiếng Anh: Pee Pee Township) là một xã thuộc quận Pike, tiểu bang Ohio, Hoa Kỳ. Đây là một trong những địa danh có tên kỳ lạ nhất nước này.
Năm 2010, dân số của xã này là 7.886 người.